# Autrans-Méaudre-en-Vercors
Autrans-Méaudre-en-Vercors è un comune francese del dipartimento dell'Isère della regione dell'Alvernia-Rodano-Alpi.
È stato creato il 1º gennaio 2016 dalla fusione dei preesistenti comuni di Autrans e Méaudre.
Il capoluogo è la località di Méaudre.